# Японоведение в России
Японоведение в России имеет многолетнюю историю.
Старейшим ежегодным изданием, посвящённым японоведению, является охватывающий широкий круг научных проблем ежегодник «Япония» (выходит с 1972 года). С 1994 года его публикацией занимается основанная в том же году Ассоциация японоведов. По инициативе главы Ассоциации Дмитрия Стрельцова в 2008—2014 годах прошло семь конференций по вопросу проблем современной Японии. Ассоциацией преподавателей японского языка под председательством Людмилы Нечаевой проводятся Конференции по японскому языку и методике преподавания японского языка. В РГГУ под руководством Александра Мещерякова проводятся ежегодные конференции «История и культура Японии», результаты работы которых публикуются в трудах Института восточных культур и античности в серии «Orientalia et Classica».

## Научные центры японоведения в России
Авторы издания «Современное российское японоведение», выделяют следующие центры японоведческих исследований:
- Центр японских исследований Института востоковедения РАН;
- Центр японских исследований Института Дальнего Востока РАН;
- Кафедра японской филологии и кафедра истории и культуры Японии Института стран Азии и Африки при МГУ;
- Кафедра японского языка и кафедра востоковедения МГИМО;
- Институт лингвистики и Институт восточных культур и античности при РГГУ;
- Школа востоковедения НИУ ВШЭ;
- Кафедра японского языка Института иностранных языков Московского городского педагогического университета;
- Восточный факультет СПбГУ;
- Институт восточных рукописей РАН;
- Музей антропологии и этнографии РАН;
- Государственный Эрмитаж;
- Отделение востоковедения НГУ;
- Центр Азиатско-Тихоокеанских исследований ИГУ;
- Факультет востоковедения и истории ДВГГУ;
- Кафедра японоведения Восточного института Школы региональных и международных исследований Дальневосточного федерального университета;
- Сектор Японии при Институте истории, археологии и этнографии народов Дальнего Востока ДВО РАН.